# Quadro de medalhas dos Jogos Olímpicos de Verão de 1956
Este é o Quadro de medalhas dos Jogos Olímpicos de Verão de 1956, realizados em Melbourne, Austrália. O ordenamento é feito pelo número de medalhas de ouro, estando as medalhas de prata e bronze como critérios de desempate em caso de países com o mesmo número de ouros. Se, após esse critério, os países continuarem empatados, posicionamento igual é dado e eles são listados alfabeticamente. Este é o sistema utilizado pelo Comitê Olímpico Internacional.
| Ordem | País                   | Medalha de ouro | Medalha de prata | Medalha de bronze |    |
| ----- | ---------------------- | --------------- | ---------------- | ----------------- | -- |
| 1     | URS União Soviética    | 37              | 29               | 32                | 98 |
| 2     | USA Estados Unidos     | 32              | 25               | 17                | 74 |
| 3     | AUS Austrália          | 13              | 8                | 14                | 35 |
| 4     | HUN Hungria            | 9               | 10               | 7                 | 26 |
| 5     | ITA Itália             | 8               | 8                | 9                 | 25 |
| 6     | SWE Suécia             | 8               | 5                | 6                 | 19 |
| 7     | EUA Equipe Alemã Unida | 6               | 13               | 7                 | 26 |
| 8     | GBR Grã-Bretanha       | 6               | 7                | 11                | 24 |
| 9     | ROU Romênia            | 5               | 3                | 5                 | 13 |
| 10    | JPN Japão              | 4               | 10               | 5                 | 19 |
| 11    | FRA França             | 4               | 4                | 6                 | 14 |
| 12    | TUR Turquia            | 3               | 2                | 2                 | 7  |
| 13    | FIN Finlândia          | 3               | 1                | 11                | 15 |
| 14    | IRI Irã                | 2               | 2                | 1                 | 5  |
| 15    | CAN Canadá             | 2               | 1                | 3                 | 6  |
| 16    | NZL Nova Zelândia      | 2               |                  |                   | 2  |
| 17    | POL Polônia            | 1               | 4                | 4                 | 9  |
| 18    | TCH Checoslováquia     | 1               | 4                | 1                 | 6  |
| 19    | BUL Bulgária           | 1               | 3                | 1                 | 5  |
| 20    | DEN Dinamarca          | 1               | 2                | 1                 | 4  |
| 21    | IRL Irlanda            | 1               | 1                | 3                 | 5  |
| 22    | NOR Noruega            | 1               |                  | 2                 | 3  |
| 23    | MEX México             | 1               |                  | 1                 | 2  |
| 24    | BRA Brasil             | 1               |                  |                   | 1  |
| 24    | IND Índia              | 1               |                  |                   | 1  |
| 26    | YUG Iugoslávia         |                 | 3                |                   | 3  |
| 27    | CHI Chile              |                 | 2                | 2                 | 4  |
| 28    | BEL Bélgica            |                 | 2                |                   | 2  |
| 29    | ARG Argentina          |                 | 1                | 1                 | 2  |
| 29    | KOR Coreia do Sul      |                 | 1                | 1                 | 2  |
| 31    | ISL Islândia           |                 | 1                |                   | 1  |
| 31    | PAK Paquistão          |                 | 1                |                   | 1  |
| 33    | RSA África do Sul      |                 |                  | 4                 | 4  |
| 34    | AUT Áustria            |                 |                  | 2                 | 2  |
| 35    | BAH Bahamas            |                 |                  | 1                 | 1  |
| 35    | GRE Grécia             |                 |                  | 1                 | 1  |
| 35    | SUI Suíça              |                 |                  | 1                 | 1  |
| 35    | URU Uruguai            |                 |                  | 1                 | 1  |